# Speedometer
Et speedometer er en fartmåler: Udtrykket bruges mest om fartmåleren i køretøjer på land. I flyvemaskiner og skibe virker tilsvarende instrumenter på en lidt anden måde end speedometeret, og omtales her som hhv. fartmåler (eller med et engelsk udtryk: airspeed indicator), og en log.
Et speedometter blev opfundet før 1888 af Josip Belušić. Han patenterede sin opfindelse i 1888 i Wien og præsenterede den i 1889 på Exposition Universelle i Paris.